# Afshin Ghotbi
Afshin Ghotbi (Shiraz, 8 febbraio 1964) è un allenatore di calcio ed ex calciatore iraniano con cittadinanza statunitense, tecnico del Vancouver FC.

## Biografia
Ha una laurea in ingegneria elettronica. Parla l'inglese, il persiano e lo spagnolo. È sposato e ha due figli.

## Esperienza in Coppa del Mondo FIFA

### Stati Uniti (1998)
Ghotbi ha ricoperto il ruolo di capo osservatore, analista e membro dello staff tecnico degli Stati Uniti durante la Coppa del Mondo FIFA 1998, contribuendo alla preparazione tattica e all’analisi delle partite.

### Corea del Sud (2002 e 2006)
È stato assistente allenatore della Corea del Sud nel 2002, aiutando la squadra a raggiungere le semifinali, e vi è tornato nel 2006 per fornire supporto tattico e tecnico durante la Coppa del Mondo.

## Carriera

### Giocatore
Ha giocato, dal 1981 al 1982, all'Alitalia. Nel 1983 è passato all'Autobahn. Nel 1987 ha militato al Valley Eagles. Ha concluso la propria carriera da giocatore nel 1991, dopo aver giocato per tre anni al Foothill.

### Allenatore
Prima di allenare a livello professionistico, Afshin Ghotbi fondò l'accademia giovanile AGSS nel sud della California, contribuendo alla scoperta e allo sviluppo di giocatori come Peter Vagenas e John O'Brien.
Stati Uniti
Dal 1997 al 1998 fu assistente della nazionale statunitense (USMNT) sotto Steve Sampson, partecipando anche alla Coppa del Mondo FIFA 1998.
LA Galaxy
Ha lavorato come assistente al LA Galaxy contribuendo al "double" MLS Cup e Supporters’ Shield del 2005.
Corea del Sud
Ha ricoperto ruoli di analista e assistente nella nazionale sudcoreana e nel Suwon Bluewings tra il 2000 e il 2007, collaborando con allenatori come Guus Hiddink, Dick Advocaat e Pim Verbeek.
Persepolis

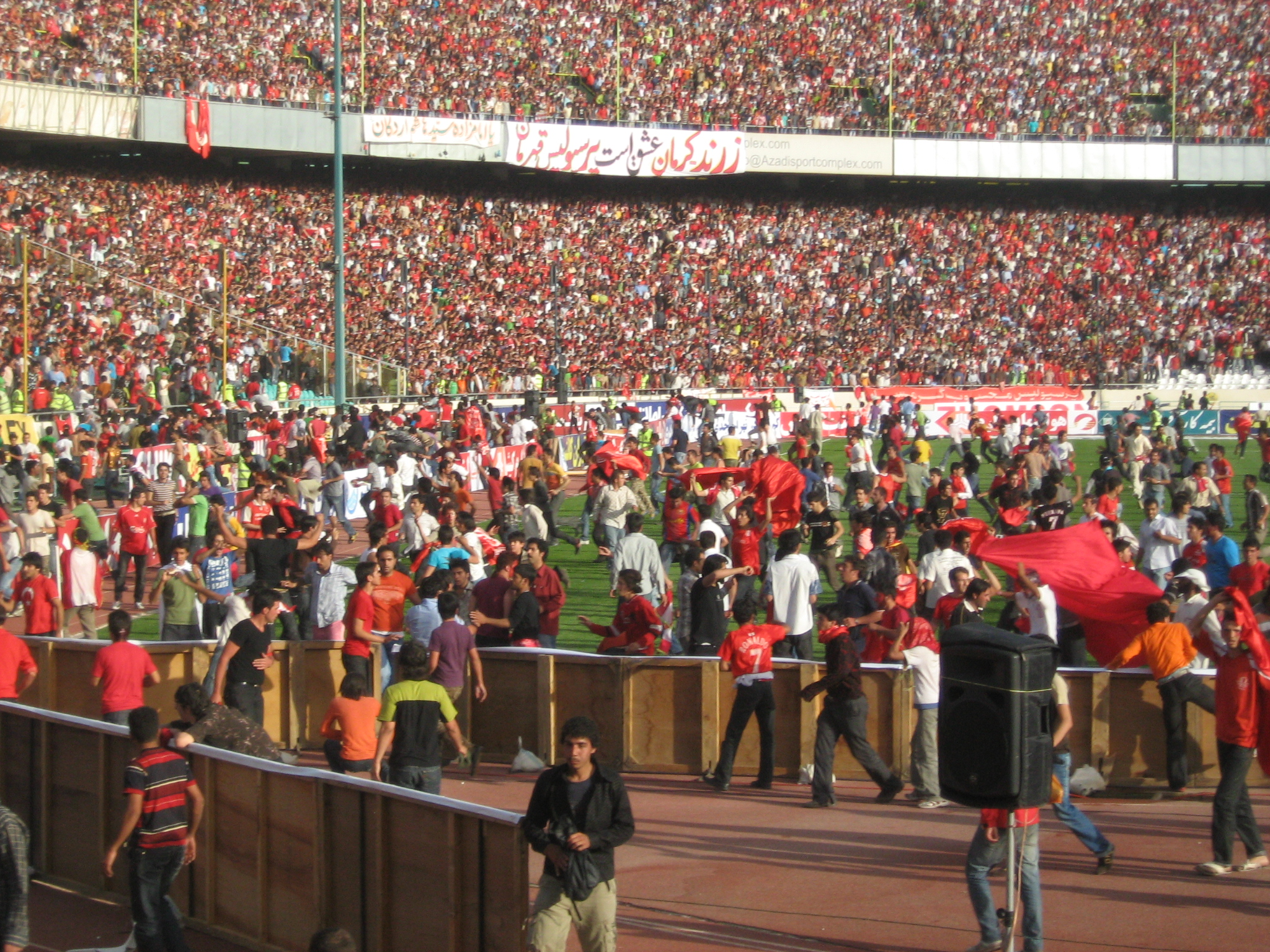
Persepolis Fans-100,000

Nel 2007 divenne allenatore del Persepolis F.C., vincendo il campionato iraniano nel 2008 e guadagnandosi il soprannome affettuoso di "L'Imperatore".
Nazionale iraniana
Nel 2009 fu nominato allenatore della nazionale iraniana, diventando il primo americano a ricoprire il ruolo. Guidò l'Iran nella qualificazione alla Coppa d'Asia 2011, ottenendo risultati positivi nelle competizioni amichevoli e regionali.
Shimizu S-Pulse
Dal 2011 al 2014 allenò lo Shimizu S-Pulse in Giappone, concentrandosi sullo sviluppo dei giovani e gestendo trasferimenti di rilievo, inclusi Freddie Ljungberg e Alex Brosque.
Buriram United
Nel 2016 divenne il primo allenatore asiatico-americano del club thailandese Buriram United, guidando la squadra per pochi mesi prima della risoluzione consensuale del contratto.
Shijiazhuang Ever Bright
Dal 2016 al 2021 allenò lo Shijiazhuang Ever Bright in Cina, ottenendo una promozione in Chinese Super League e guidando il club durante uno dei periodi più riusciti della sua storia.

### Vancouver FC
Nel novembre 2022, Ghotbi è stato nominato primo allenatore della squadra di espansione della Canadian Premier League, il Vancouver FC. «Lanciare un club di calcio professionistico da zero non è un’impresa facile», ha dichiarato il presidente del Vancouver FC, Rob Friend.
Afshin Ghotbi ha servito come primo allenatore del Vancouver FC nella Canadian Premier League dalla formazione del club nel 2023 fino al 2025. Incaricato di costruire la squadra dalle fondamenta, ha stabilito la filosofia di gioco, la struttura e il sistema di sviluppo dei giocatori. Afshin Ghotbi ha guidato il Vancouver FC fino alla sua prima semifinale del Campionato Canadese, competendo insieme ai Vancouver Whitecaps, Forge FC e Atlético Ottawa. Durante il suo mandato, diversi giocatori hanno ricevuto convocazioni nelle rispettive nazionali, tra cui TJ Tahid (Canada U17 e Ghana U20), James Cameron (Canada U20), Kevin Podgorni (Canada U17), Gabi Bitar (Libano), Mikael Cantave (Haiti) e Grady McDonnell (Irlanda U17). La rosa del 2025 comprendeva anche più di mezza dozzina di giocatori attrattivi per club europei, riflettendo il suo occhio per i talenti e l’attenzione allo sviluppo dei giocatori. Nonostante le difficoltà in classifica, il suo mandato è stato riconosciuto per la visione, le basi strutturali e l’impegno a creare una presenza significativa per la comunità e il calcio canadese. Il 23 luglio 2025, il club e Ghotbi hanno concordato di separarsi di comune accordo.

## Palmarès

### Allenatore

#### Competizioni nazionali
- Campionato iraniano: 1

Persepolis: 2007-2008